# Lucien Jerphagnon

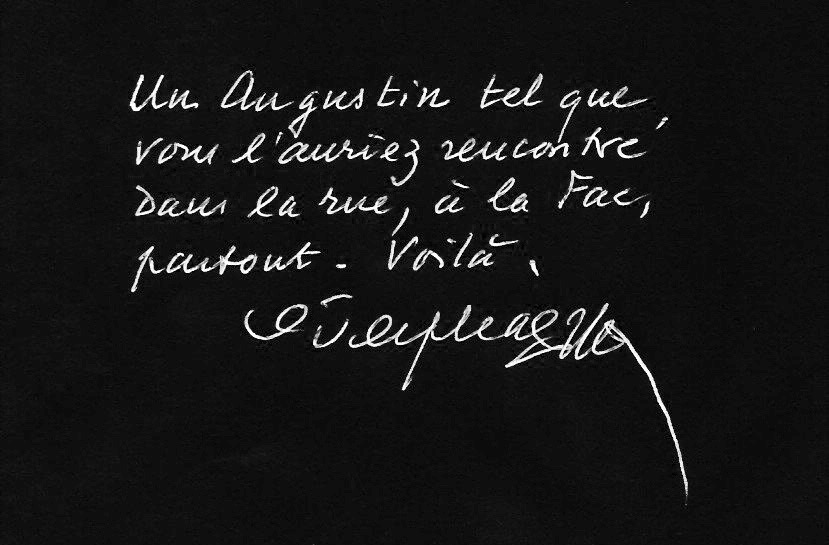
Autógrafo de Lucien Jerphagnon

Lucien Jerphagnon (Nancy7 de septiembre de 1921-Rueil-Malmaison16 de septiembre de 2011) fue un helenista francés, historiador de la filosofía, profesor emérito de varias universidades y colaborador de varios organismos internacionales.Lucien Jerphagnon dejó un rico legado intelectual en la filosofía antigua y cristiana. Sus trabajos ofrecen una síntesis ambiciosa del pensamiento clásico y han influido en muchos estudiantes, incluido Michel Onfray. Es reconocido por sus contribuciones a la filosofía antigua, su enfoque histórico del pensamiento bajo el Imperio Romano y su edición de las obras de San Agustín, con especial atención al legado del pensamiento platónico y aristotélico.
www.lucienjerphagnon.com

## Biografía
Lucien Jerphagnon era hijo de Émile Jerphagnon, ingeniero (1891-1975), y de Jeanne, nacida Lallemand (1895-1927), quienes se casaron el 19 de octubre de 1910. Cuando tenía solo seis años, su madre murió a los 32 años. Su padre se volvió a casar y, nueve años después, nació Jean Jerphagnon (1936-2005), quien tuvo una exitosa carrera en las telecomunicaciones. Lucien Jerphagnon comenzó sus estudios en Nancy y luego en el liceo de Burdeos. Durante la ocupación, fue denunciado como reacio al Servicio de Trabajo Obligatorio (STO) y fue deportado a una fábrica de explosivos en Steyerberg, cerca de Hannover (1943-1945). Tras la Liberación, estudió teología y filosofía y luego se unió a la abadía de Meaux. Fue ordenado sacerdote el 29 de junio de 1950. Enseñó filosofía en el gran seminario de Meaux entre 1951 y 1961, momento en el cual decidió dejar los hábitos. El 3 de febrero de 1962, Lucien Jerphagnon se casó con Thérèse Noir (1934-2015). La pareja tuvo una hija llamada Ariane. Continuó su formación en la Escuela Práctica de Altos Estudios (EPHE) y redactó su tesis para obtener su diploma con Jean Orcibal, gran especialista en jansenismo y misticismo. Lucien Jerphagnon fue investigador en el CNRS (1961-1965), profesor en La Sorbona (1961-1966) y en el Conservatorio Nacional de Artes y Oficios (1965-1966). Después de dedicar una tesis de psicología a Pascal, defendió su tesis doctoral en filosofía en 1965 bajo la dirección de Vladimir Jankélévitch, quien era su maestro en filosofía (y de quien fue asistente). La tesis, De la banalidad. Ensayo sobre la ipsidad y su duración vivida: duración personal y co-duración, se publicó el mismo año. Además de la influencia de Jankélévitch, también fue profundamente marcado por los trabajos de Paul Veyne. Fue profesor de filosofía en el liceo Janson-de-Sailly y fue nombrado maestro de conferencias en la Universidad de Franche-Comté en Besanzón (1966-1970), al mismo tiempo que era asesor en el Instituto Internacional de Filosofía (CNRS y UNESCO, 1966-1984). Posteriormente, enseñó Historia de la Filosofía Antigua y Medieval en la Universidad de Caen (1970-1984), donde tuvo como estudiante a Michel Onfray, quien le rindió homenaje tras su muerte. Se retiró en 1984 y Luc Ferry lo sucedió. Lucien Jerphagnon fue uno de los miembros fundadores del Centro Internacional de Estudios Platónicos y Aristotélicos de Atenas. Fue miembro correspondiente de la Academia de Atenas, de la Academia de Ciencias y Letras de Montpellier y de la Academia de Ciencias, Artes y Bellas Letras de Caen. Lucien Jerphagnon está enterrado en el antiguo cementerio de Rueil-Malmaison, junto a su esposa.

## Formación
Lucien Jerphagnon fue Doctor en Letras (Filosofía), Doctor en Psicología y graduado de la École Pratique des Hautes Études. 
Fue el decimoctavo asesor anual del Instituto Internacional de Filosofía y miembro fundador del Estudio Internacional de Platón y Aristóteles en Atenas. 
Ocupó, entre otros cargos y responsabilidades, los siguientes: 
- Catedrático de la Universidad de Caen Basse-Normandie.
- Asesor del Instituto Internacional de Filosofía (CNRS - UNESCO).
- Profesor emérito de otras universidades,
- Miembro correspondiente de la Academia de Atenas, de la Academia Francesa y de la Academia de Ciencias Morales y Políticas.

## Honores y Distinciones
• Caballero de la Legión de Honor (Chevalier de la Légion d'honneur) 
• Comandante de la Orden de las Palmas Académicas (Commandeur de l'ordre des Palmes académiques) 
• Comandante de la Orden de las Artes y las Letras (Commandeur de l'ordre des Arts et des Lettres)

## Premios
Académie française:
• 1981: Premio Estrade-Delcros (Literatura y Filosofía) – Vivir y filosofar bajo los Césares (Vivre et philosopher sous les Césars, 1980)
• 1999: Gran Premio Moron – Edición de las Obras de San Agustín - Académie des sciences morales et politiques:
• 1993: Historia del Pensamiento, Volumen 1: Antigüedad y Edad Media
• Edición de las Obras de San Agustín en la colección Pléiade (1998–2002) 
- Asociación de Escritores Creyentes de Expresión Francesa (Association des écrivains croyants d’expression française)
- 2007: Premio de Escritores – Agustín y la sabiduría (Augustin et la sagesse)

Lucien Jerphagnon dejó un legado intelectual significativo en la filosofía antigua y cristiana. Sus trabajos ofrecen una síntesis ambiciosa del pensamiento clásico y han influido en muchos estudiantes, incluido Michel Onfray. Es reconocido por sus contribuciones a la filosofía antigua, su enfoque histórico del pensamiento bajo el Imperio Romano y su edición de las obras de San Agustín, con particular atención al legado del pensamiento platónico y aristotélico. Uno de sus mayores méritos radica en su capacidad para resaltar la influencia de la filosofía en la política y la moral dentro del Imperio Romano, un tema que explora a fondo en obras como Vivir y filosofar bajo los Césares. Su reflexión sobre el papel de los filósofos en la vida política romana ha proporcionado una comprensión más profunda de la compleja relación entre la sabiduría filosófica y el poder imperial. Su experiencia en la edición e interpretación de textos antiguos también desempeñó un papel fundamental en la difusión del pensamiento agustiniano, como lo demuestra su edición en tres volúmenes de Las Obras Completas de San Agustínpara la prestigiosa colección Bibliothèque de la Pléiade. Este trabajo, conocido por su rigor y profundidad, le valió varios premios prestigiosos. Su influencia también se extendió a su enseñanza, particularmente con estudiantes como Michel Onfray, quien le rindió homenaje tras su muerte. A pesar de su retiro académico en 1984, el legado de Jerphagnon perdura a través de sus escritos y contribuciones a la historia de la filosofía. Supo renovar el estudio de la antigüedad con una perspectiva contemporánea, lo que sigue alimentando el debate intelectual hasta el día de hoy. En resumen, Lucien Jerphagnon dejó una huella perdurable en los estudios filosóficos y teológicos, y su obra sigue siendo una referencia para aquellos interesados en la filosofía antigua, el pensamiento cristiano y sus intersecciones.
Jean d'Ormesson lo definió de la siguiente manera: "Un erudito que sabe unir un estilo ágil y atractivo con la erudición más rigurosa", encontrando en él "una simplicidad familiar, a menudo mezclada con humor, junto con una precisión impecable."

## Obras
• El Mal y la Existencia: Reflexiones para la práctica diaria (Evil and Existence: Reflections for Daily Practice), París, Les Éditions Ouvrières, 1955
• Pascal y el sufrimiento (Pascal and Suffering), París, Les Éditions Ouvrières, 1956
• Oraciones para los días insoportables (Prayers for Unbearable Days), Les Éditions Ouvrières, 1956
• El Hombre y sus preguntas (Man and His Questions), París, Les Éditions du Virtail, 1958
• ¿Servidumbre de la libertad?: libertad – providencia – predestinación (The Servitude of Freedom? Freedom – Providence – Predestination), París, Fayard, 1958
• PASCAL, París, Éditions Ouvrières, 1969
• ¿Qué es la persona humana?: Enraizamiento, naturaleza, destino (What Is the Human Person? Roots, Nature, Destiny), París, Privat, 1961
• El Carácter de Pascal. Ensayo de caracterología literaria (The Character of Pascal. An Essay in Literary Characterology), París, PUF, 1962
• De la banalidad. Ensayo sobre la ipsidad y su duración vivida (On Banalness. Essay on Ipseity and Its Lived Duration), París, Vrin, coll. « Problèmes et controverses », 1966 (reeditado en 2016, Vrin)
• Introducción a la filosofía general (Introduction to General Philosophy), París, SEDES-CDU, 1968
• Vladimir Jankélévitch, o de la Efectividad (Vladimir Jankélévitch, or On Effectivity), París, Seghers, coll. « Philosophie de tous les temps », 1969
• Diccionario de las grandes filosofías (Dictionary of Major Philosophies) [editor], París, Privat, 1973
• Historia de las grandes filosofías (History of Major Philosophies) [editor], París, Privat, 1980
• Vivir y filosofar bajo los Césares (Living and Philosophizing under the Caesars), París, Privat, 1980 Premiado por la Académie française
• Vivir y filosofar bajo el Imperio cristiano (Living and Philosophizing under the Christian Empire), París, Privat, 1981
• Julián, el Apóstata (Julian, Known as the Apostate), París, Seuil, 1986 (reeditado con prefacio de Paul Veyne, Tallandier, 2008)
• Historia de la Roma antigua (History of Ancient Rome), París, Tallandier, 1987 (reeditado Fayard Pluriel, 2016)
• Historia del Pensamiento, Tomo 1: Antigüedad y Edad Media (History of Thought, Vol. 1: Antiquity and the Middle Ages), París, Tallandier, 1989 Premiado por la Académie des sciences morales et politiques
• Los Divinos Césares. Estudio sobre el poder en la Roma imperial (The Divine Caesars: A Study on Power in Imperial Rome), París, Tallandier, coll. « Approches », 1991
• OBRAS DE SAN AUGUSTIN (Works of Saint Augustine) [editor], 3 vols., París, Gallimard, Biblioteca de la Pléiade, 1998–2002 Premiado por la Académie française
• San Agustín. El pedagogo de Dios (Saint Augustine: God's Pedagogue), París, Gallimard, coll. «Découvertes Gallimard / Religions», No. 416, 2002
• Los dioses nunca están lejos (The Gods Are Never Far), París, Desclée de Brouwer, 2002
• El Pequeño Libro de las citas latinas (The Little Book of Latin Quotations), París, Tallandier, 2004
• Agustín y la sabiduría (Augustine and Wisdom), París, Desclée de Brouwer, 2006
• La felicidad de los sabios (In the Happiness of the Wise), París, Hachette Littératures, 2007
• La Loba y el Cordero (The She-Wolf and the Lamb), París, Desclée de Brouwer, 2007
• Laudator temporis acti (Praiser of Times Past), París, Tallandier, 2007
• Entrever y Querer: Vladimir Jankélévitch (To Glimpse and To Will: Vladimir Jankélévitch), París, Les Belles Lettres, 2008
• La Tentación del cristianismo (The Temptation of Christianity, with Luc Ferry), París, Grasset, 2009
• ¿La… Estupidez? (Stupidity…? Twenty-Eight Centuries Talking About It), París, Albin Michel, 2010
• Del amor, de la muerte, de Dios y otras bagatelas (On Love, Death, God and Other Trifles – Entrevistas con Christiane Rancé), París, Albin Michel, 2011
• Las Armas y las palabras (Weapons and Words – Prefacio de Jean d'Ormesson), París, Robert Laffont, coll. « Bouquins », 2012
• Conócete a ti mismo… Y haz lo que amas (Know Thyself… and Do What You Love – Preface by Stéphane Barsacq), París, Albin Michel, 2012
• El Hombre que reía con los dioses (The Man Who Laughed with the Gods), París, Albin Michel, 2013
• Las Misceláneas de un Gallo-Romano (Miscellanies of a Gallo-Roman), París, Perrin, 2014
• En la escuela de los antiguos (In the School of the Ancients), París, Perrin, 2014
• Mis lecciones de antaño: Platón, Plotino y el neoplatonismo (My Lessons of Yesteryear: Plato, Plotinus and Neoplatonism), París, Les Belles Lettres, 2014 (reeditado en 2015, prefacio de Michel Onfray, Fayard Pluriel)
• Entrever y querer: Vladimir Jankélévitch (To Glimpse and To Will: Vladimir Jankélévitch – Preface by F. Félix), París, Les Belles Lettres, coll. « encre marine », 2016
• El Más Allá de Todo (The Beyond of Everything – Preface by Cardinal Paul Poupard), París, Robert Laffont, coll. Bouquins, 2017
• La Estrella muerta (The Dead Star – Preface by Ariane Jerphagnon), París, Robert Laffont, 2017
• La Simplicidad Absoluta (Absolute Simplicity – Preface by Michel Onfray; Prologue by Ariane Jerphagnon), París, Robert Laffont, coll. Bouquins, 2019